# Галоболіт

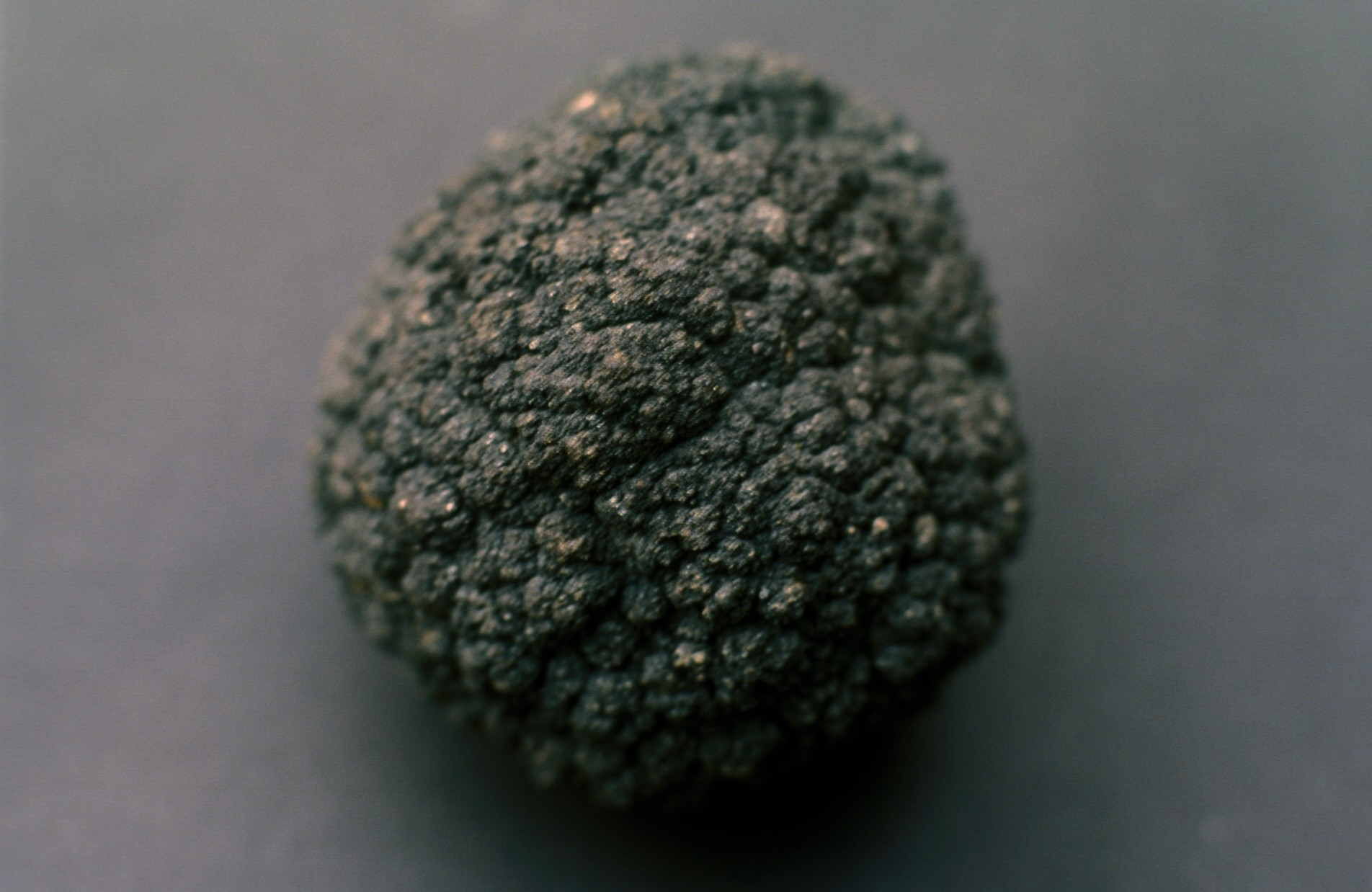
Марганцева конкреція (Manganknolle)

Галоболіт (рос.галоболит, англ. halobolit, нім. Halobolith, Manganknolle m) — марганцеві конкреції з глибоководних морських відкладів. Виявлені ще експедицією «Челленджера» у ХІХ ст. Glossary of Obsolete Mineral Names — The Mineralogical Record прирівнює галоболіт до ваду і подає такий склад конкреції: піролюзит-манганіт-романечит-криптомелан.
Зокрема, глибоководні морські марганцеві конкреції відкриті у районах розташованих на південному заході Гаваїв, у так званому «марганцевому поясі», який простягається від узбережжя Мексики до Гаваїв. Глибина води в районі становить від 4000 до 6000 м. Дно морського дна щільно покрито поліметалічними конкреціями. Конкреції зазвичай мають висоту від 3 до 8 дюймів. Окрім марганцю, вміст якого в середньому складає 25 %, глибоководні конкреції також містять приблизно 3 % міді, нікелю та кобальту.

## Інтернет-ресурси
- natural-museum. [Архівовано 24 жовтня 2016 у Wayback Machine.]